# Girolles (Yonne)
Girolles je francouzská obec v departementu Yonne v regionu Burgundsko-Franche-Comté. V roce 2008 zde žilo 188 obyvatel.

## Poloha
Obec leží 7 km severozápadně od města Avallon. Sousedí s obcemi: Précy-le-Sec, Annay-la-Côte, Tharot, Annéot, Vault-de-Lugny, Givry, Sermizelles a Voutenay-sur-Cure.